# Schutsluis

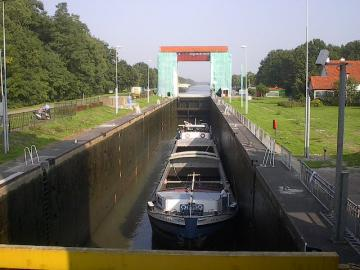
Een schip in Sluis Eefde op het Twentekanaal richting IJssel, bij laag water.

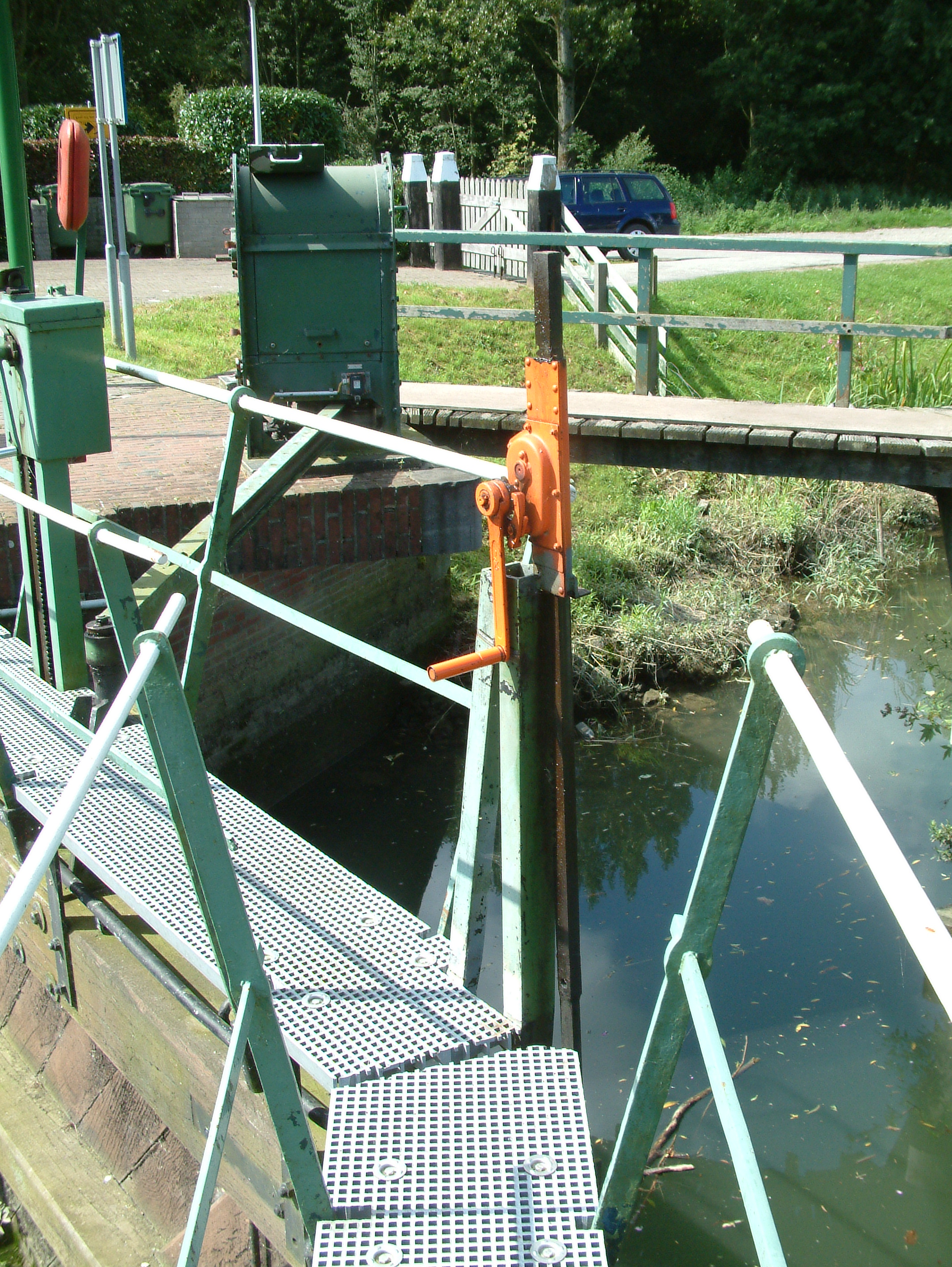
Deurgrendel

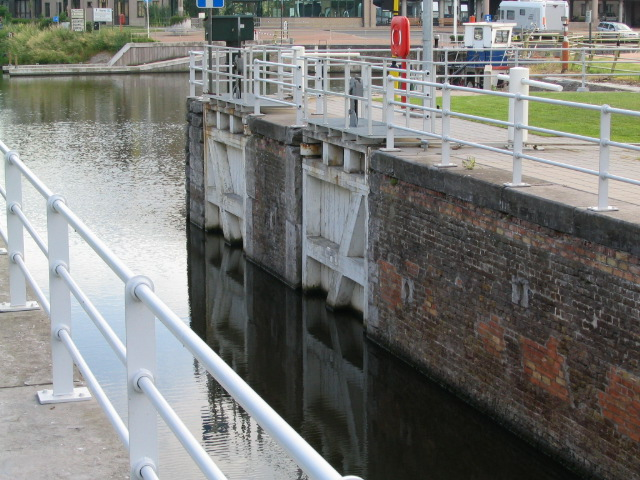
Getijsluis Nieuwpoortsluis te Veurne op het kanaal Nieuwpoort-Duinkerke.

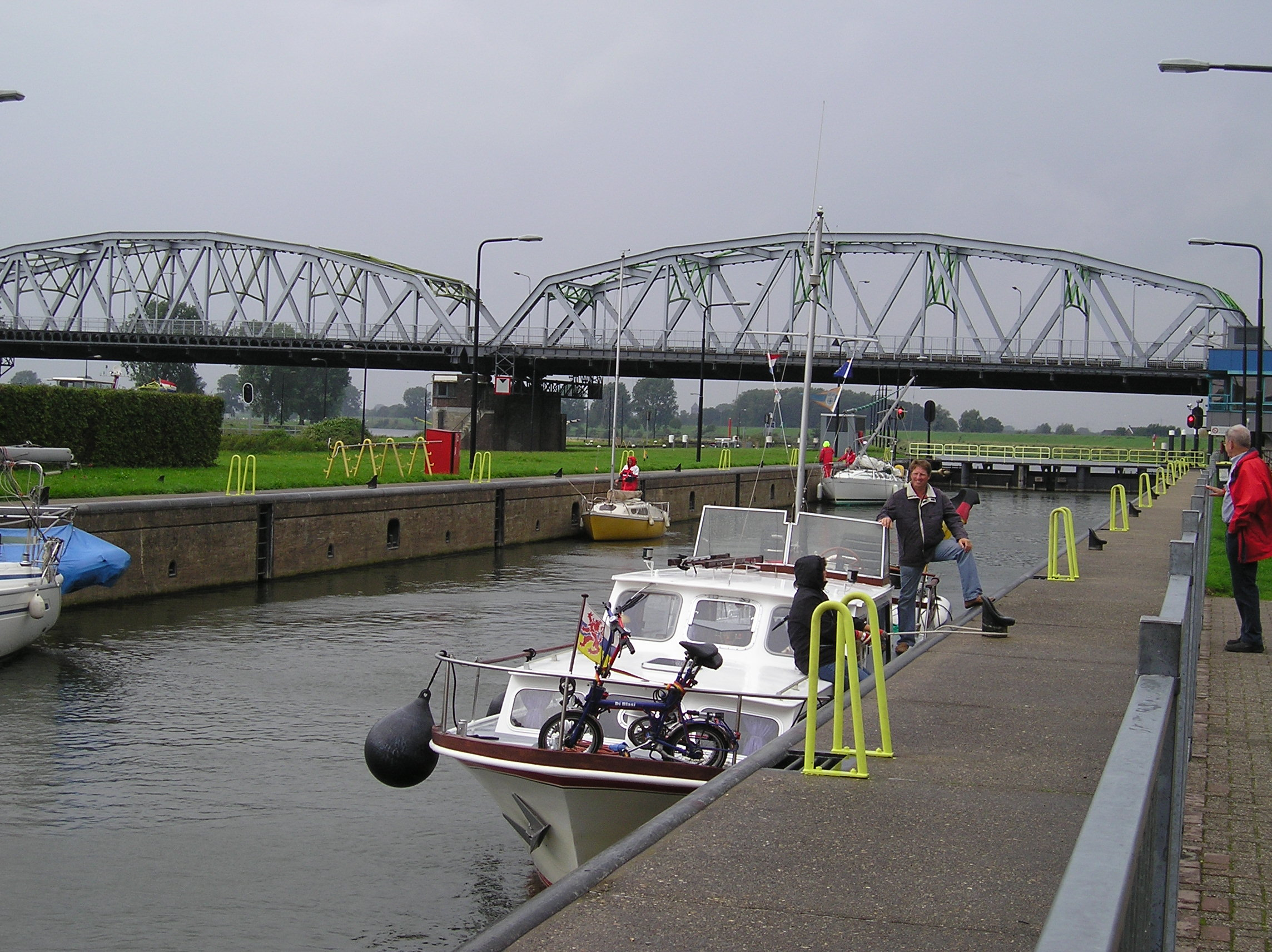
Sluis- en stuwcomplex onder de John S. Thompsonbrug te Grave.

Een schutsluis (ook wel: vallaat, verlaat of sas) is de bekendste uitvoering van een sluis. Het is een kunstwerk dat het mogelijk maakt om schepen van het ene naar het andere peilgebied te brengen. Een schip kan ermee worden opgeschut of afgeschut, respectievelijk omhoog of omlaag. De doorvaart bij sluizen wordt geregeld, bijvoorbeeld door middel van lichten die bij de sluis zijn aangebracht.
Een schutsluis bestaat uit een schutkolk of sluiskolk met aan beide zijden een sluisdeur. De afmetingen van de kolk bepalen de CEMT-klasse van een vaarweg.
Vaak vindt men naast een stuw een schutsluis. Als de stuw gesloten is, waardoor het water in het stuwpand wordt opgestuwd, blijft scheepvaart dankzij de sluis mogelijk.

## Constructie
Een schutsluis is nodig om schepen van een kanaalgedeelte met een hogere of lagere waterstand te schutten. De sluis bestaat meestal uit twee stel sluisdeuren, die gewoonlijk niet gelijktijdig geopend worden. Dat kan alleen als het waterniveau aan beide zijden nagenoeg gelijk is. In dat geval kunnen de deuren tijdelijk aan twee kanten worden geopend, waarmee schepen die langer zijn dan de schutkolk toch kunnen worden geschut. Een voorbeeld van een sluis waar dat regelmatig nodig is, is de Waaiersluis in Gouda.
De deuren zijn bevestigd in sluishoofden, waarbij het benedenhoofd ligt aan het kanaalpand met het lage waterpeil en het bovenhoofd aan de zijde met het hogere waterpeil. Ligt de sluis aan een zee, meer of rivier dan spreekt men van buiten- en binnenhoofd. Het binnenhoofd ligt aan de kanaalzijde en het buitenhoofd aan het buitenwater. De sluisdeuren sluiten aan de onderzijde aan op de sluisdrempel.

De ruimte tussen de sluishoofden wordt de schutkolk genoemd en is er in meerdere vormen. De meest voorkomende vorm is glad waarbij de sluismond en sluiswand even breed zijn. Andere vormen zijn sluizen met binnenfronten, komvormig, kamersluis of bajonetsluis. 
Soms zijn tussenhoofden aangebracht, ofwel een extra stel deuren op een-derde van de kolklengte. Een belangrijk voordeel is dat bij een beperkt scheepsaanbod, of bij kleine schepen, slechts een deel van de schutkolk wordt gebruikt. Hierdoor neemt het schutverlies, de hoeveelheid water die verplaatst van het hoger gelegen kanaalpand naar het lagere deel, af.
De bodem is open als de sluis is gebouwd op een moeilijk waterdoorlatende ondergrond. De sluisbodem wordt gevormd door stortsteen. De bodem is gesloten wanneer deze is uitgevoerd met gewapend beton, de bodem vormt nu een waterdicht geheel met de kolkwand. In de kolkwanden zijn bolders aangebracht waaraan schepen kunnen aanleggen en in nissen ook ladders om van de schepen aan de wal te komen of voor mensen die in de sluiskolk zijn gevallen.

## Sluisdeuren
Een sluis heeft als belangrijkste kenmerk een beweegbare waterkering. Verschillende afsluitmiddelen zijn hiervoor ontwikkeld. Een toegepaste indeling is naar deuren die een draaiende bewegen maken (rotatie), of die horizontaal of verticaal bewegen (translatie).

### Rotatiedeuren
De bekendste rotatiedeuren zijn de puntdeuren. Dit zijn dubbele deuren die V-vormig tegen elkaar staan, zodat de deuren door de waterdruk dicht worden gehouden. Het is dan onmogelijk de deuren te openen als het waterniveau aan weerszijden niet gelijk is. Op getijdewater kan het voorkomen dat het water iets lager zakt dan met het water in de kolk rekening is gehouden. Om te voorkomen dat de deuren dan ongewild uit zichzelf openen, wordt er dan een grendel op de deuren gebruikt om ze aan elkaar vast en gesloten te houden. Voorbeelden van dergelijke constructies zijn te vinden op de Helsluis en de Ottersluis.
De puntdeuren zijn bij de kleinere sluisdeuren van tropisch hardhout. Er lopen langdurige proeven met kunststof deuren. Zo is de Spieringsluis sinds voorjaar 2000 bijzonder, omdat daar toen de houten sluisdeuren zijn vervangen door deuren van vezelversterkte kunststof. In 2010 is in Amsterdam IJburg de eerste sluis ter wereld waarvan de sluisdeuren van beton zijn vervaardigd, in gebruik genomen. Deze deuren schuiven open en dicht op een waterfilm. Grotere deuren zijn meestal staalconstructies.
Over de deuren is vaak een loopbrug aangebracht om de zwengel van de rinketten te kunnen bedienen. Zijn de deuren gesloten, dan kan men ook naar de andere kant van de kolk lopen voor dat werk. Het is niet altijd en overal toegestaan deze loopbrug ook voor voetgangersverkeer te gebruiken.
Een heel oud type is de waaierdeur. De sluizen van de Hollandse waterlinie zijn uitgerust met waaierdeuren. Waaierdeuren zijn deuren in de vorm van een kwadrant, waarbij het middelpunt van de cirkel het draaipunt vormt en de twee verbonden deuren de straal volgen. De cilindrische zijde is de kant waar het water tegenaan staat. Deze deuren zijn tegen de druk van het water in te openen, omdat het water op beide deuren drukt. De Waaiersluis in de Hollandse IJssel kan schutten bij hoog en laag water.
Bij sommige sluizen kan het verval zo klein zijn, dat het hoog- en laagwaterniveau weleens omgekeerd kunnen zijn. Bij deze sluizen zijn de deuren – als het puntdeuren zijn – dubbel uitgevoerd (dus vier paar deuren). Een voorbeeld van zulke sluizen zijn de Houtribsluizen bij Lelystad in de vaarweg Amsterdam - Lemmer. Een voorbeeld in België van een dergelijke getijsluis is de Nieuwpoortsluis te Veurne op het kanaal Nieuwpoort-Duinkerke en de Zennegatsluis op het kanaal Leuven-Dijle, die tevens een zeesluis is.

### Translatiedeuren
Er bestaan ook sluizen met hefdeuren (die worden opgetild) en roldeuren (die in uitsparingen aan de beide zijkanten worden weggerold). De sluizen in het Twentekanaal zijn hier een voorbeeld van. Sluizen met hefdeuren hebben een beperkte doorvaarthoogte, waardoor zeilschepen niet geschut kunnen worden als zij met staande mast te hoog zijn.

## Werking van de schutsluis

Werking van een schutsluis

Met schuiven in de sluisdeuren (rinketten) of via een omloopsysteem kan het waterpeil aan weerszijden van de sluisdeur gelijk worden gemaakt, waarna de deur geopend kan worden en schepen door de sluis kunnen. In sommige gevallen is de (hef)deur zelf een schuif.
1. De deuren aan de hoge zijde zijn open. Een of meerdere schepen varen de sluis binnen. Daarna worden de deuren gesloten. De schuiven in deze deuren gaan eveneens dicht.
2. De schuiven (lage zijde) gaan open. Het waterniveau in de sluiskolk daalt.
3. De sluisdeuren (lage zijde) gaan open. De schepen varen de sluiskolk uit.
4. Een of meerdere schepen (lage zijde) varen de sluis binnen. De deuren worden gesloten. De schuiven in deze deuren gaan eveneens dicht.
5. De schuiven (hoge zijde) gaan open. Het waterniveau in de sluiskolk stijgt.
6. De sluisdeuren (hoge zijde) gaan open. De schepen varen de sluiskolk uit.[4]

Er zijn ook sluizen, bijvoorbeeld die bij St. Andries, waar de hefdeur een klein beetje wordt gelicht om het peil in de kolk aan te passen. Als de sluiswachter, die de sluis op afstand bedient, haast heeft wordt een schipper meteen duidelijk waar het woord "kolken" vandaan komt.
De meeste sluizen zijn volledig geautomatiseerd. Enkele routes zijn halfautomatisch of gedeeltelijk gemechaniseerd, zoals op de Drentsche Hoofdvaart. Er zijn ook nog enkele routes waar sluizen handmatig worden bediend. Dit is onder andere het geval op de Opsterlandse Compagnonsvaart en Tjonger in Friesland.
Voor schepen is de passagetijd belangrijk. Deze bestaat uit de wachttijd en de schuttijd. De wachttijd is de periode tussen het arriveren bij de schutsluis en na het binnenvaren van de sluis het sluiten van de invaardeuren. De schuttijd is de tijd tussen de start van het sluiten van de invaardeuren tot het moment van uitvaren van het betreffende schip. Een belangrijk deel van de schuttijd is tijd die nodig is om van het ene naar het andere waterniveau te gaan, de nivelleertijd. De nivelleertijd is een functie van het waterniveauverschil en de capaciteit van de schuiven.

## Sluiscombinaties

### Dubbele sluis
Bij een dubbele sluis liggen er twee schutsluizen met verschillende afmetingen naast elkaar.   Met het groter worden van de schepen kunnen bestaande sluizen niet meer voldoen. Er wordt dan naast de sluis een tweede en grotere sluis gebouwd. Vaak blijft de oude sluis behouden voor de kleinere schepen en de recreatievaart. Een voorbeeld hiervan zijn de sluizen van IJmuiden, hier zijn meerdere nieuwe en grotere sluizen aangelegd zodat grotere zeeschepen de sluizen kunnen passeren.

### Tweelingsluis

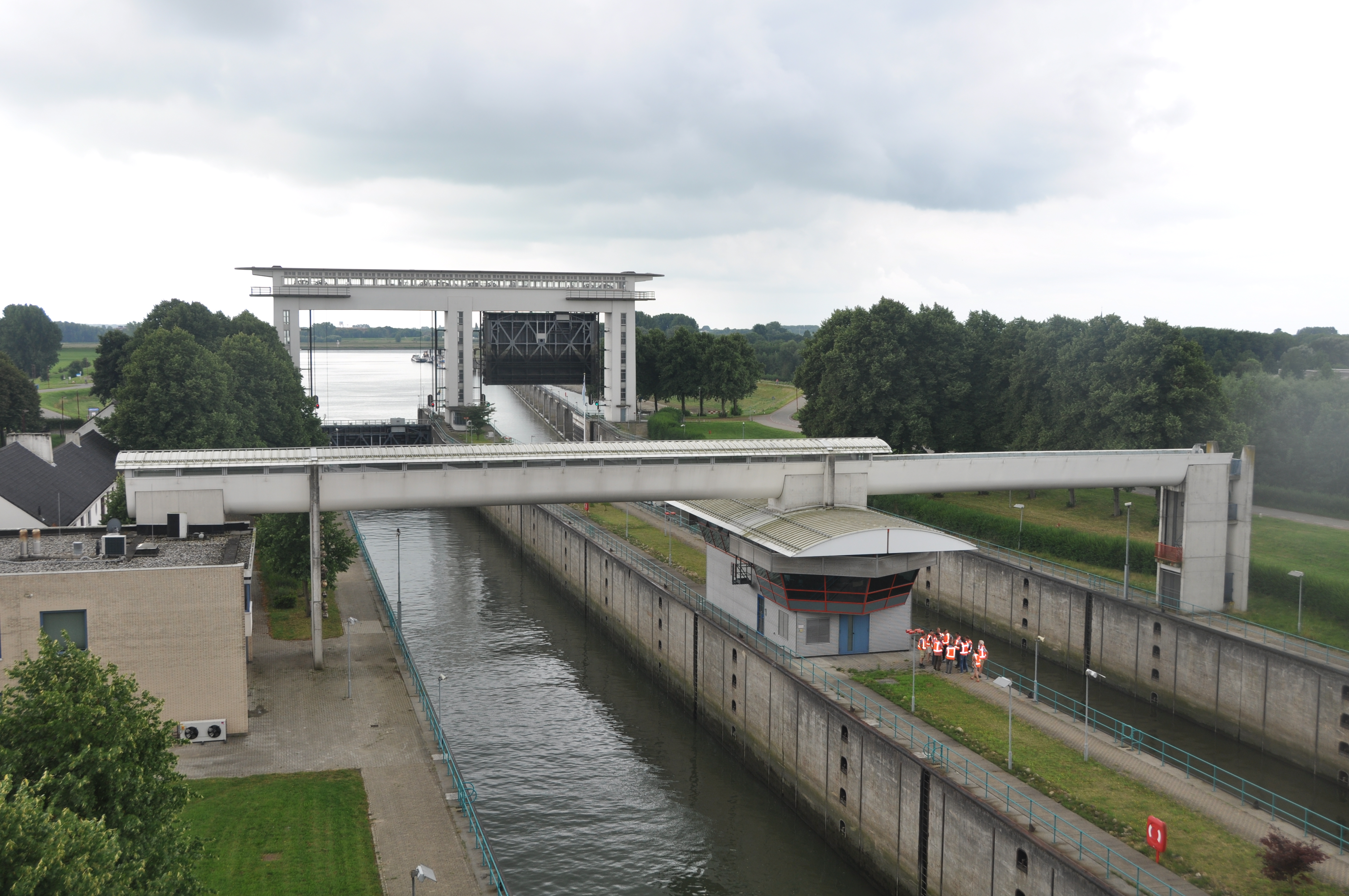
De twee sluizen van de Prinses Beatrixsluis

Bij een tweelingsluis liggen er ook twee schutsluizen, maar ze hebben dezelfde afmetingen. Het is een bijzondere vorm van een dubbele sluis. De reden voor een tweelingsluis is het drukke scheepvaartverkeer, de capaciteit wordt verdubbeld.  Met twee sluizen heeft het op- en neergaande verkeer een eigen sluis en hinderen de schepen elkaar niet. De Prinses Beatrixsluizen in het Lekkanaal en de Kreekraksluizen zijn hier voorbeelden van.

### Gekoppelde sluis

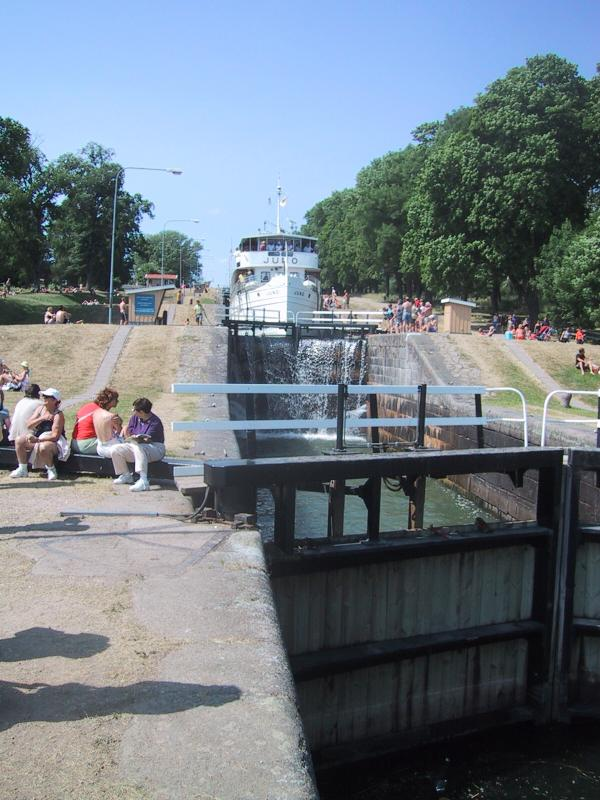
Trapsluis in het Zweedse Götakanaal

Bij een groot verschil van waterniveaus tussen twee waterwegen is meer dan een sluis noodzakelijk om het hoogteverschil te overbruggen. Door twee of meer sluizen direct achter elkaar aan te leggen wordt het probleem opgelost. Bij twee sluizen wordt ook wel gesproken van een tweetrapssluis. In Nederland komen gekoppelde sluizen weinig voor. Met de komst van nieuwe materialen en bouwtechnieken is de schuthoogte van de sluizen toegenomen, waardoor de noodzaak voor trapsluizen is afgenomen. Een extreem voorbeeld zijn de gekoppelde sluizen van de Drieklovendam in China.

## Waterverlies
Elke keer als er een schip wordt geschut stroomt er een hoeveelheid water van hoog naar laag. Dit kan tot gevolg hebben dat het hogere pand in de waterweg droog komt te staan. Het is dan ook eigenlijk altijd nodig dat het hogere pand gevoed wordt, bijvoorbeeld door een rivier. In begin 18e eeuw heeft men geprobeerd in de Drentsche Hoofdvaart dit op te lossen met een Schepradsluis, maar dat was geen succes. Daarom wordt naast het gebruik van tussenhoofden bijvoorbeeld bij het Twentekanaal het water met een gemaal teruggepompt of worden de sluizen met spaarbekkens uitgevoerd, zoals bij de sluis Panheel, die het waterverlies beperken.
Veel sluizen, onder andere bij het Panamakanaal, hebben door het waterverlies een beperkte capaciteit (maximaal aantal schepen per dag).

## Drijvende bolders

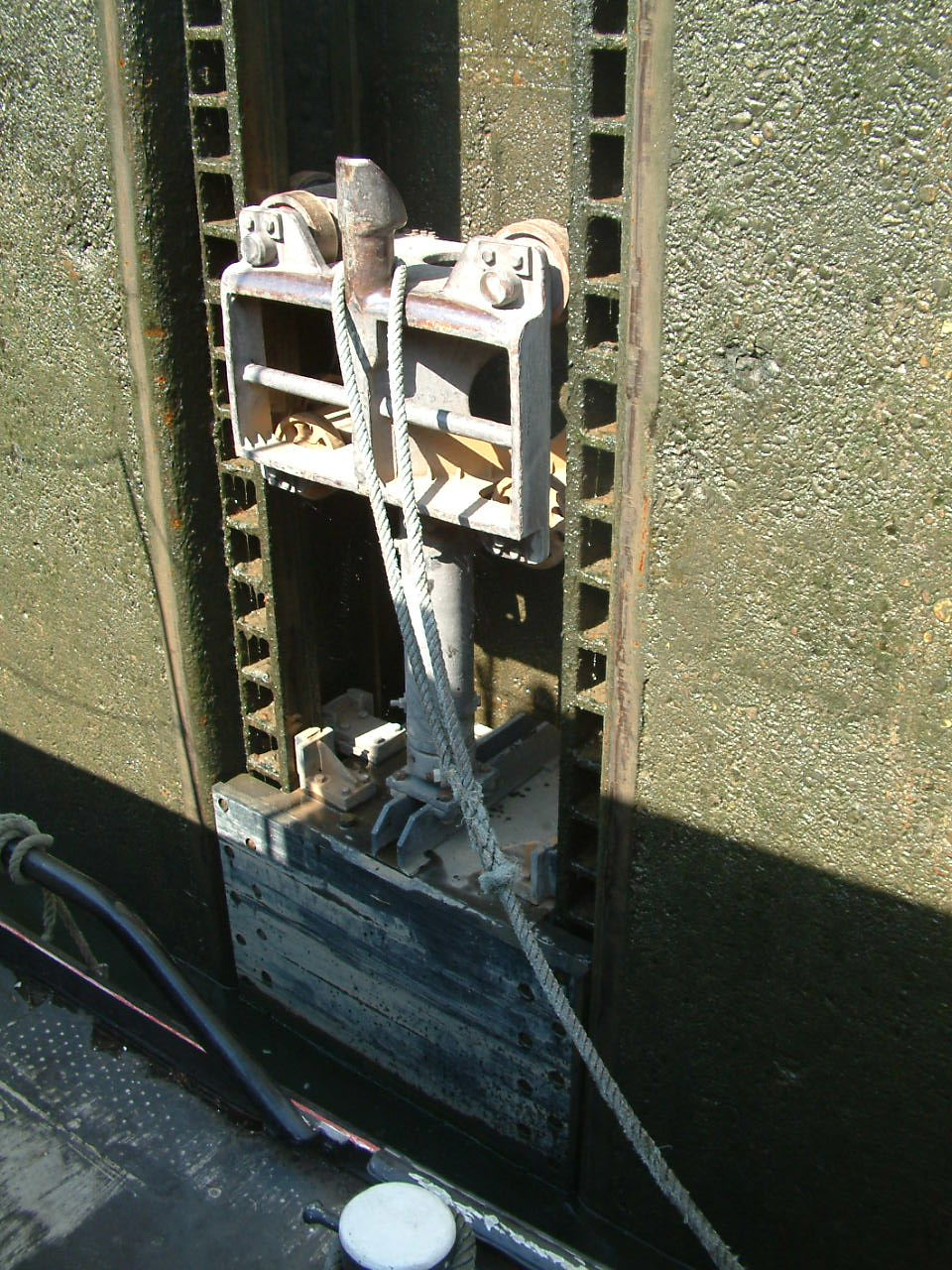
Drijvende bolder

De schipper die zijn schip in de kolk afmeert, moet zich terdege bewust zijn van het veranderende waterpeil. Het is een bekende beginnersfout in de pleziervaart, als een boot aan de wal blijft hangen terwijl het waterpeil daalt. Dat kan ook voorkomen in sluizen waar het water zo hoog stijgt dat het schip boven de kolk uittorent. Bekend voorbeeld is de sluis bij Goese Sas. In sluizen waar het niveau sterk verschilt worden soms drijvende bolders toegepast.